# 수영 접영 200m 대한민국 기록 추이

## 남자
| # | 기록        | 차이     | 선수   | 소속           | 날짜             | 대회명                                                      | 개최지                   | 경기장                    | 주석 및 기타        | 동영상 |
|   | 2분 52초 0  |          | 진장림 | 경상남도       | 1960년 9월 10일  | 제41회 전국체육대회 (남대부)                                | 대한민국 서울            | 서울운동장풀              | [ 1 ]               |        |
|   | 3분 05초 4  |          | 배명식 |                | 1960. 08. 27     | 제32회 전국남녀학생수상경기대회                             | 대한민국 서울            |                           | [ 2 ]               |        |
|   | 3분 4초 6   |          | 배동홍 | 경남상고       | 1960. 09. 09     | 제5회 남녀 종합 수상 선수권 대회                            | 대한민국 서울            | 서울운동장 야외풀         | [ 3 ]               |        |
|   | 2분 38초 8  |          | 박영수 | 오산고         | 1966. 07. 17     | 제 회 전국 각급 학교 대항 수상 경기 대회                    | 대한민국 부산            | 부산구덕경기장 풀         | 종전 2분 48초 6     |        |
|   | 2분 33초 7  |          | 박영수 | 오산고         | 1966. 09. 3(4)** | 제11회 전국 남녀 수영 선수권 대회                           | 대한민국 서울            | 서울운동장 풀             | 종전 2분 33초 8     |        |
|   | 2분 32초 0  | - 1.7초  | 노창수 | 양정고         | 1971. 06. 19     | 제17회 서울시 남녀 초중고대학별 수영 대회                   | 대한민국 서울            | 서울운동장 풀             | [ 6 ]               |        |
|   | 2분 29초 8  | - 2.2초  | 노창수 | 양정고         | 1971. 08. 01     | 제3회 해군 참모총장배 쟁탈 전국 남녀 초중고등학교 수영 대회 |                          |                           | [ 7 ]               |        |
|   | 2분 12초 6  | - 초     | 조오련 | 고려대         | 1973. 08. 19     | 제45회 전국 학생 수영 대회                                  | 대한민국 서울            | 서울 운동장 풀            | 종전: 2분 16초 8    |        |
|   | 2분 10초 72 | - 1,88초 | 조오련 | 육군           | 1978년 5월 30일  | 아시안게임파견수영선수1차선발전                             | 대한민국 대구            | 스포츠센터                | [ 9 ]               |        |
|   | 2분 9초 19  |          | 조오련 |                | 1978년 12월 13일 | 제8회 아시안 게임                                           | 태국 방콕                |                           | 3위 종전기록 ?      |        |
|   | 2분 08초 96 |          | 조오련 | 원호경리단     | 1978. 06. 30     | 방콕아시안게임파견수영대표 최종선발전                       | 대한민국 서울            | 태릉수영장                | [ 11 ]              |        |
|   | 2분 08초 29 | - 0.67초 | 방준영 |                | 1982. 11. 22     | 아시안 게임 (예선)                                          | 인도 뉴델리              | 델카도라 국제수영장       | [ 12 ]              |        |
|   | 2분 06초 82 | - 1.47초 | 방준영 |                | 1982. 11. 23     | 아시안 게임(결선)                                           | 인도 뉴델리              | 델카토라 국제수영장       | 결선 2위            |        |
|   | 2분 06초 52 | - 0.30초 | 방준영 | 경기고         | 1983. 04. 24     | 제38회 전국 수영 대회                                       | 대한민국 서울            | 잠실실내수영장            | [ 14 ]              |        |
|   | 2분 06초 28 | - 0.24초 | 방준영 | 성균관대       | 1984. 05. 02     | 제2회 아시아 수영 선수권 대회                               | 대한민국 서울            | 잠실실내수영장            | 1위                 |        |
|   | 2분 06초 02 | - 0.26초 | 김학태 | 한국체대       | 1986. 03. 01     | 대표 선수 기록 평가회                                       | 대한민국 서울            | 태릉훈련원수영장          | [ 16 ]              |        |
|   | 2분 05초 67 | - 0.35초 | 이윤안 | 경남체고       | 1989. 10. 07     | 제3회 아시아 에이지 그룹 수영 선수권 대회                   | 일본 삿포로              | [ 17 ]                    |                     |        |
|   | 2분 02초 75 | - 2.92초 | 이윤안 | 경남체고       | 1990. 05. 17     | 제10회 아산기 전국 수영 대회                                | 대한민국 부산            | 사직 실내 수영장          | [ 18 ]              |        |
|   | 2분 01초 23 | - 1.52초 | 이윤안 |                | 1990. 09. 27     | 베이징 아시안 게임                                          | 중화인민공화국 베이징    |                           | 3위.                |        |
|   | 2분 00초 87 | - 0.36초 | 한규철 | 경기고         | 1997. 08. 10     | 제5회 범태평양 수영 선수권 대회                             | 일본 후쿠오카            |                           | A 파이널 6위.       |        |
|   | 1분 59초 14 | - 1.73초 | 한규철 | 경기고         | 1998. 01. 14     | 제8회 세계 수영 선수권 대회                                 | 오스트레일리아 퍼스      |                           | 예선 7조. 결선 진출 |        |
|   | 1분 58초 89 | - 0.25초 | 유정남 | 국군체육부대   | 2005. 07. 26     | 제11회 세계 수영 선수권 대회                                | 캐나다 몬트리올          | 예선 탈락                 |                     |        |
|   | 1분 58초 56 | - 0.33초 | 유정남 | 전남 수영 연맹 | 2009. 07. 28     | 제13회 세계 수영 선수권 대회                                | 이탈리아 로마            | 포로 이탈리코 수영장      | 예선 5조 4위 탈락   |        |
|   | 1분 58초 26 | - 0.30초 | 유규상 | 인천체고       | 2009. 10.22      | 제90회 전국 체육 대회                                       | 대한민국 대전            | 용운 국제 수영장          |                     |        |
|   | 1분 57초 91 | - 0.35초 | 유정남 | 부산 체육회    | 2009. 12. 10     | 제5회 동아시아 경기 대회                                    | 중화인민공화국 홍콩      |                           | 결선 5위            |        |
|   | 1분 57초 82 | - 0.09초 | 장규철 | 강원도청       | 2011. 11. 08     | 제92회 전국 체육 대회                                       | 대한민국 경기도 고양시   | 고양 체육관 수영장        |                     |        |
|   | 1분 57초 57 | - 0.25초 | 장규철 | 강원도청       | 2015. 10. 18     | 제96회 전국 체육 대회                                       | 대한민국 경상북도 김천시 | 김천수영장                | [ 21 ]              |        |
|   | 1분 56초 25 | - 1.32초 | 문승우 | 전주시청       | 2021. 05. 16     | 2021 국가대표 선발전                                        | 대한민국 제주도 제주시   | 제주종합경기장 실내수영장 | [ 22 ]              |        |

## 여자
| # | 기록        | 차이     | 선수   | 소속         | 날짜          | 대회명                                                  | 개최지          | 경기장                | 주석 및 기타                   | 동영상 |
|   | 3분 47초 5  |          | 장수일 | 이화여중     | 1960. 08. 28  | 제32회 전국 남녀 학생 수상 경기 대회                    | 대한민국 서울   |                       | [ 23 ]                         |        |
|   | 3분 45초 9  |          | 남상필 | 상명여고     | 1971. 08. 01  | 제3회 해군참모총장배 전국 수영 대회                     |                 |                       | 종전 1분 47초 (남상필)         |        |
|   | 3분 31초 9  |          | 남상남 | 상명여고     | 1963. 06.     | 서울시 남녀중고 대항 수상 경기 대회                     | 대한민국 서울   |                       | 종전 3분33초1                  |        |
|   | 2분 35초 80 | -        | 최연숙 | 근명여고     | 1975. 04. 30  | 제6회 아시아 에이지 그룹 수영 선수권 대회 5차기록평가회 | 대한민국 서울   | 태릉국제수영장        | 종전: 2분 36초 2(남상필, 72년) |        |
|   | 2분 33초 63 | - 2.17초 | 최연숙 | 근명여고     | 1975. 07. 28  | 제6회 에이지 수영 선수권 대회                           | 대한민국 서울   | 태릉국제수영장        | [ 27 ]                         |        |
|   | 2분 32초 02 | - 초 *   | 송인자 |              | 1977. 10. 12  | 제58회 전국 체육 대회                                   | 대한민국 광주   |                       | 종전 2분 32초 84               |        |
|   | 2분 29초 97 | - 2.37초 | 김금희 | 상명여중     | 1979. 07. 15  | 제34회 전국 남녀 학생 종별 수영 대회                    | 대한민국 서울   | 서울운동장수영장      | 종전 2분 32초 00               |        |
|   | 2분 29초 40 | - 0.57초 | 김금희 | 상명여중     | 1979. 08. 31  | 제24회 전국남녀수영선수권대회                           | 대한민국 서울   | 서울운동장 수영장     | [ 30 ]                         |        |
|   | 2분 26초 34 |          | 김금희 | 상명여중     | 1979. 10. 15  | 소년 체전                                               | 대한민국 대전   | 대전 실내풀           | 여중부 예선                    |        |
|   | 2분 26초 32 |          | 김금희 | 상명여중     | 1979. 10. 16  | 소년 체전                                               | 대한민국 대전   | 대전 실내풀           | 여중부 결선                    |        |
|   | 2분 25초 98 | - 0.34초 | 김금희 | 상명여중     | 1980. 3. 1    | 전일본주니어선수권대회파견선수선발전                    | 대한민국 인천   | 인천 시립 실내 수영장 | [ 33 ]                         |        |
|   | 2분 23초 61 |          | 김금희 | 상명여중     | 1980. 04. 14  | 아시아수영선수권대회파견한국대표선발전                  | 대한민국 인천   | 인천 시립 실내 수영장 | ,                              |        |
|   | 2분 23초 48 | - 0.13초 | 김금희 | 상명여중     | 1980. 07. 21  | 제35회 전국남녀초중고대학및일반별대항수영대회           | 대한민국 서울   | 서울운동장수영장      | [ 37 ]                         |        |
|   | 2분 22초 66 | - 0.82초 | 김금희 | 상명여중     | 1980. 08. 10  | 제52회 동아수영대회                                     | 대한민국 서울   | 서울운동장수영장      | [ 38 ]                         |        |
|   | 2분 19초 41 | - 3.25초 | 김금희 | 상명여고     | 1982.8. 2     | 제54회 동아수영대회                                     | 대한민국 서울   | 서울                  | [ 39 ]                         |        |
|   | 2분 18초 49 | - 0.92초 | 김금희 | 상명여고     | 1982. 08. 07  | 제1회 대통령기 쟁탈 전국 수영 대회(여중부)              | 대한민국 서울   | 잠실수영장            | [ 40 ]                         |        |
|   | 2분 16초 56 | - 1.93초 | 이은희 | 부산진여고   | 1986. 09. 26  | 제10회 아시안 게임                                      | 대한민국 서울   | 잠실수영장            | 3위                            |        |
|   | 2분 15초 99 | - 0.57초 | 김수진 | 부산초읍여중 | 1989. 05. 16  | 제17회 해군참모총장배 전국 수영 대회                    | 대한민국 서울   | 올림픽 수영장         | 종전 86 아시안 게임 이은희     |        |
|   | 2분 15초 89 | - 0.10초 | 김수진 | 부산초읍여중 | 1989. 06. 05* | 국제 수영 대회                                          | 오스트리아 빈   | 스타트할렘바트 수영장 | [ 43 ]                         |        |
|   | 2분 15초 74 | - 0.15초 | 김수진 | 부산초읍여중 | 1989. 06. 22  | 제9회 아산기 수영 대회                                  | 대한민국 부산   | 사직 실내 수영장      | 예선                           |        |
|   | 2분 15초 36 | - 0.38초 | 김수진 | 부산초읍여중 | 1989. 06. 22  | 제9회 아산기 수영 대회                                  | 대한민국 부산   | 사직 실내 수영장      | 결선                           |        |
|   | 2분 15초 27 | - 0.09초 | 김수진 | 부산초읍여중 | 1989. 08. 17  | 범태평양 수영 선수권 대회                               | 일본 도쿄       |                       | 결선 6위                       |        |
|   | 2분 14초 17 | - 1.10초 | 김수진 | 부산초읍여중 | 1989. 10. 07  | 제3회 아시아 에이지 그룹 수영 선수권 대회               | 일본 삿포로     |                       | [ 47 ]                         |        |
|   | 2분 14초 08 | - 0.09초 | 김수진 | 사직여고     | 1991. 09. 11  | 제10회 대통령기 전국 수영 대회]]                        | 대한민국 청주   | 청주실내수영장        | [ 48 ]                         |        |
|   | 2분 13초 56 | - 0.52초 | 김수진 | 부산사직여고 | 1991. 10. 12  | 제72회 전국 체육 대회                                   | 대한민국 전주   | 전주실내수영장        | 여고부 예선                    |        |
|   | 2분 12초 64 | - 0.92초 | 김수진 | 부산사직여고 | 1991. 10. 12  | 제72회 전국체육대회                                     | 대한민국 전주   | 전주실내수영장        | 여고부 결선                    |        |
|   | 2분 12초 21 | - 0.43초 | 조희연 | 대청중       | 1998. 05. 24  | 제27회 전국소년체육대회                                 | 대한민국 창원   | 종합수영장            | [ 49 ]                         |        |
|   | 2분 11초 34 | - 0.87초 | 조희연 | 대청중       | 1998. 12. 12  | 제13회 아시안 게임                                      | 태국 방콕       |                       | 1위                            |        |
|   | 2분 11초 11 | - 0.23초 | 최혜라 | 방산중       | 2005. 03. 30  | 제77회 동아 수영 대회                                   | 대한민국 제주   |                       |                                |        |
|   | 2분 10초 72 | - 0.39초 | 최혜라 | 방산중       | 2006. 06. 17  | 제35회 소년체전                                         | 대한민국 울산   | 문수 실내 수영장      |                                |        |
|   | 2분 10초 32 | - 0.40초 | 최혜라 | 방산중       | 2006. 08. 17  | 제10회 범태평양 수영 선수권 대회                        | 캐나다 빅토리아 |                       | B파이널 1위                    |        |
|   | 2분 09초 64 | - 0.68초 | 최혜라 | 방산중       | 2006. 12. 04  | 제15회 아시안 게임                                      | 카타르 도하     |                       | 2위                            |        |
|   | 2분 09초 49 | - 0.15초 | 최혜라 | 서울체고     | 2007. 8. 22   | 일본 국제 수영 대회                                     | 일본 지바       |                       | 예선                           |        |
|   | 2분 09초 46 | - 0.03초 | 최혜라 | 서울체고     | 2007. 8. 22   | 일본 국제 수영 대회                                     | 일본 지바       |                       | 결선 8위.                      |        |
|   | 2분 09초 03 | - 0.03초 | 최혜라 | 서울체고     | 2007. 10. 12  | 제88회 전국체육대회 (여고부)                            | 대한민국 광주   | 염주 수영장           | [ 54 ]                         |        |
|   | 2분 07초 85 | - 1.18초 | 최혜라 | 서울체고     | 2008. 10. 12  | 제89회 전국 체육 대회                                   | 대한민국 목포   | 목포 실내 수영장      | 여고부                         |        |
|   | 2분 7초 51  | - 0.34초 | 최혜라 | 서울체고     | 2009. 10. 22  | 제90회 전국 체육 대회                                   | 대한민국 대전   | 용운 국제 수영장      | [ 56 ]                         |        |
|   | 2분 7초 22  | - 0.29초 | 최혜라 | 오산시청     | 2010. 10. 08  | 제91회 전국체육대회 일반부                              | 대한민국 창원   | 창원실내수영장        | [ 57 ]                         |        |

## 같이 보기
- 수영 접영 200m 세계 기록 추이